# Comminges

Karte der historischen Provinz Comminges und heutige Départements

Das Comminges (okzitanisch-gaskognisch: Comenge) ist eine historische Grafschaft und Provinz im Süden Frankreichs. Sie umfasst die südliche Hälfte des heutigen Départements Haute-Garonne, entsprechend den Arrondissements von Saint-Gaudens und Muret.

## Geografie
Die hügelige, im Süden sogar gebirgige und vielerorts bewaldete Landschaft der Comminges liegt in Höhen zwischen ca. 300 und knapp 3000 m.
Die größten Ortschaften der Region sind Muret, Saint-Gaudens, Bagnères-de-Luchon und Lombez; kleinere Orte sind Saint-Bertrand-de-Comminges, Miramont-de-Comminges und Frontignan-de-Comminges.
Wichtigste Flüsse sind die Garonne und ihre beim Mont Valier entspringenden südlichen Nebenflüsse Salat und Ger.

## Geschichte

An das Wappen des Templerordens erinnerndes altes Wappen von Comminges

Wappen seit dem 17. Jh.

### Die Region im Römischen Reich
Während der Antike war in dieser Region das aquitanische Volk der Konvener beheimatet. Die Römer errichteten dort um 27 v. Chr. die Kolonie Lugdunum Convenarum („Siedlung des Gottes Lugh der Konvener“), das heutige Saint-Bertrand, auch Comminica genannt wo König Herodes Antipas sein Exil nahm und verstarb. Seit 17 n. Chr. gehörte Comminges zur kaiserlich-römischen Provinz Gallia Aquitania, ab dem 4. Jahrhundert zur Provinz Novempopulana.

### Die Region im Reich der Goten und Franken
Seit dem Jahr 410 war das Comminges dem westgotischen tolosanischen Reich zugehörig. Nach dessen Niederlage in der Schlacht von Vouillé (507) gehörte die Region zum Frankenreich. Im Jahr 585 belagerte König Guntram I. in Comminges den Usurpator Gundowald und tötete ihn.

### Das Herzogtum der Gascogne
Zu Beginn des 8. Jahrhunderts wanderten Basken in das Comminges ein, das nun zu deren Herzogtum, der Gascogne, gehörte.

### Die Region im Mittelalter
Bedingt durch die Instabilität des gascognischen Herzogtums etablierte sich zu Beginn des 10. Jahrhunderts eine gräfliche Dynastie in Comminges (das Haus Comminges), welche auch das Couserans in ihren Besitz brachte. Als Stammvater dieses Grafengeschlechtes gilt ein Asnarius (Anar/Aznar) der wahrscheinlich baskischer Abstammung war. Seine genaue Herkunft ist unklar, doch wird er oft der Familie der Grafen von Aragon zugerechnet. Ob Asnarius selber schon als Graf amtierte, ist ebenfalls unklar; auch die ihm zugerechnete Gründung der Abtei von Auch ist umstritten. Jedenfalls sind erst dessen Söhne Roger I. und Arnaud I. als Grafen überliefert, wobei die Grafschaft von der Linie Rogers gehalten wurde während Arnaud und seine Nachkommen nur in einem Teil des Comminges gräfliche Rechte innehatten die aber schon von Roger dem Alten aufgegeben wurden.

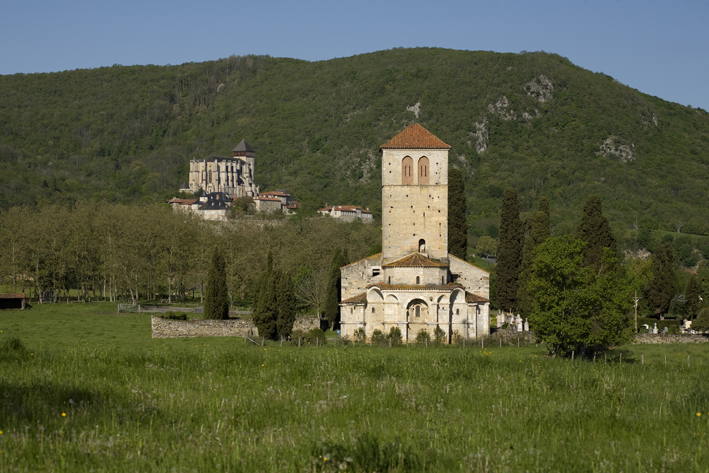
Kirche Saint-Just-de-Valcabrère und ehem. Kathedrale von Saint-Bertrand-de-Comminges

Mitte des 10. Jahrhunderts gelangten die Grafen von Comminges auch in den Besitz der Grafschaft Carcassonne, die daraufhin von einer Nebenlinie dieser Familie regiert wurde, ebenso wie die Grafschaft Couserans-Foix. Nachdem die Grafen im 11. Jahrhundert unter dem Einfluss der Grafen von Toulouse standen, unterstellten sie sich seit dem späten 12. Jahrhundert der Lehnshoheit der Könige von Aragon.
In der ersten Hälfte des 13. Jahrhunderts war Comminges ein Schauplatz des Albigenserkreuzzuges zu dessen prominentesten Gegenspielern der Graf Bernard IV. zählte. Am 12. September 1213 fand dabei vor der zu Comminges gehörenden Stadt Muret eine der größten Schlachten dieses Kreuzzuges statt. Seit dem Vertrag von Paris (1229) mussten die Grafen schließlich die Oberhoheit von Frankreich anerkennen.
Im Gegensatz zu den benachbarten Grafen von Toulouse, Foix oder Armagnac gelang es den Grafen von Comminges nicht, ihre Macht auf benachbarte Territorien auszudehnen, weshalb sie ständig zwischen den führenden Mächten der Region lavieren mussten, um ihre Position zu erhalten. So scheiterte zum Beispiel in der Schlacht von Launac (1362) Versuch sich der Umklammerung der Grafen von Foix zu entledigen.
Nach dem Tod der letzten Erbin von Comminges fiel die Grafschaft mangels eines Erben im Jahr 1443 an die Krondomäne. Im Jahr 1462 belehnte König Ludwig XI. den „Bastard von Armagnac“ Jean de Lescun mit Comminges. Dieser war ein unehelicher Sohn des Bischofs von Aire-sur-Adour Arnaud-Guillaume de Lescun und der Annette (Anne) d’Armagnac-Termes. Seit 1461 war Jean Marschall von Frankreich. Nach seinem Tod (1473) folgte ihm Odet d’Aydie nach, der mit einer Cousine Lescuns verheiratet war. Obwohl d’Aydie eine Erbin hatte, wurde Comminges nach seinem Tod im Jahr 1498 endgültig mit der Krondomäne vereint, dennoch sollten seine Nachkommen den Titel eines Comte de Comminges weiterführen.

### Die Region im 18. Jahrhundert
Seit 1716 war Comminges der Généralité d’Auch unterstellt und war in den Generalständen von 1789 mit 8 Abgeordneten vertreten.

### Comminges als Sitz eines Bistums
Vom Beginn des 6. Jahrhunderts bis 1807 war Comminges auch der Sitz eines Bistums, welches der Erzdiözese von Auch unterstellt war.

## Liste der Grafen von Comminges
Das Haus Comminges war ab dem 10. Jahrhundert die wichtigste Familie der französischen Pyrenäen. Die Grafen von Comminges besaßen die Grafschaft Comminges.
| Name                                       | Herrschaft              | Verwandtschaft         |
| ------------------------------------------ | ----------------------- | ---------------------- |
| Roger I.                                   | um 930 bis ca. 955      | Bruder von Arnaud I.   |
| Arnaud II.                                 | ????                    | Sohn des Vorherigen    |
| Roger II.                                  | bis ca. 1035            | Sohn des Vorherigen    |
| Eudes                                      | bis ca. 1035            | Bruder des Vorherigen  |
| Arnaud III.                                | bis ca. 1070            | Sohn von Roger II.     |
| Roger III.                                 | bis ca. 1105            | Sohn des Vorherigen    |
| Bernard I.                                 | bis nach 1145           | Sohn des Vorherigen    |
| Bernard II.                                | bis vor 1153            | Sohn des Vorherigen    |
| Dodon (Bernard III.)                       | bis nach 1176           | Bruder des Vorherigen  |
| Bernard IV.                                | bis 1225                | Sohn des Vorherigen    |
| Bernard V.                                 | 1225–1241               | Sohn des Vorherigen    |
| Bernard VI.                                | 1241–1295               | Sohn des Vorherigen    |
| Bernard VII.                               | 1295–????               | Sohn des Vorherigen    |
| Bernard VIII.                              | 1312 Graf, 1336 bezeugt | Sohn des Vorherigen    |
| Peter Raimund I.                           | bis 1341                | Bruder des Vorherigen  |
| Peter Raimund II.                          | 1341–1376               | Sohn des Vorherigen    |
| Margarethe                                 | 1376–1443               | Tochter des Vorherigen |
| 1443 bis 1462 mit der Krondomäne vereint.  |                         |                        |
| Jean de Lescun                             | 1462–1472               |                        |
| Odet d’Aydie                               | 1472–1498               |                        |
| Endgültige Vereinigung mit der Krondomäne. |                         |                        |

| Name                                                                       | Herrschaft  | Verwandtschaft        |
| -------------------------------------------------------------------------- | ----------- | --------------------- |
| Arnaud I.                                                                  | bis vor 957 | Bruder von Roger I.   |
| Roger der Alte                                                             | 957–1012    | Sohn des Vorherigen   |
| Raimund                                                                    | bis ca. 997 | Bruder des Vorherigen |
| Bernard                                                                    | bis ca. 998 | Sohn des Vorherigen   |
| Nachkommen in Razès (bis 1062), Carcassonne (bis 1067) und Foix (bis 1428) |             |                       |

| Name                                       | Herrschaft              | Verwandtschaft         |
| ------------------------------------------ | ----------------------- | ---------------------- |
| Roger I.                                   | um 930 bis ca. 955      | Bruder von Arnaud I.   |
| Arnaud II.                                 | ????                    | Sohn des Vorherigen    |
| Roger II.                                  | bis ca. 1035            | Sohn des Vorherigen    |
| Eudes                                      | bis ca. 1035            | Bruder des Vorherigen  |
| Arnaud III.                                | bis ca. 1070            | Sohn von Roger II.     |
| Roger III.                                 | bis ca. 1105            | Sohn des Vorherigen    |
| Bernard I.                                 | bis nach 1145           | Sohn des Vorherigen    |
| Bernard II.                                | bis vor 1153            | Sohn des Vorherigen    |
| Dodon (Bernard III.)                       | bis nach 1176           | Bruder des Vorherigen  |
| Bernard IV.                                | bis 1225                | Sohn des Vorherigen    |
| Bernard V.                                 | 1225–1241               | Sohn des Vorherigen    |
| Bernard VI.                                | 1241–1295               | Sohn des Vorherigen    |
| Bernard VII.                               | 1295–????               | Sohn des Vorherigen    |
| Bernard VIII.                              | 1312 Graf, 1336 bezeugt | Sohn des Vorherigen    |
| Peter Raimund I.                           | bis 1341                | Bruder des Vorherigen  |
| Peter Raimund II.                          | 1341–1376               | Sohn des Vorherigen    |
| Margarethe                                 | 1376–1443               | Tochter des Vorherigen |
| 1443 bis 1462 mit der Krondomäne vereint.  |                         |                        |
| Jean de Lescun                             | 1462–1472               |                        |
| Odet d’Aydie                               | 1472–1498               |                        |
| Endgültige Vereinigung mit der Krondomäne. |                         |                        |

| Name                                                                       | Herrschaft  | Verwandtschaft        |
| -------------------------------------------------------------------------- | ----------- | --------------------- |
| Arnaud I.                                                                  | bis vor 957 | Bruder von Roger I.   |
| Roger der Alte                                                             | 957–1012    | Sohn des Vorherigen   |
| Raimund                                                                    | bis ca. 997 | Bruder des Vorherigen |
| Bernard                                                                    | bis ca. 998 | Sohn des Vorherigen   |
| Nachkommen in Razès (bis 1062), Carcassonne (bis 1067) und Foix (bis 1428) |             |                       |

## Berühmte Personen der Region
- François de Belleforest (* 1530 Comminges; † 1. Januar 1583 Paris), französischer Schriftsteller, Dichter und Übersetzer der Renaissance